# 卡塞雷斯元帥區 (萬卡韋利卡省)
卡塞雷斯元帥區（西班牙語：Distrito de Mariscal Cáceres），是秘魯的一個區，位於該國中南部萬卡韋利卡大區的萬卡韋利卡省，始建於1935年3月27日，面積5.63平方公里，海拔高度2,847米，2005年人口462，人口密度每平方公里82人。